# Juan Pablo Paz
Juan Pablo Paz (* 4. Januar 1995 in Quilmes) ist ein argentinischer Tennisspieler.

## Karriere
Juan Pablo Paz spielt hauptsächlich Turniere auf der unterklassigen Future und Challenger Tour. Auf der Future Tour konnte er bislang jeweils fünf Einzel- und Doppeltitel gewinnen. Auf der Challenger Tour erreichte er 2017 mit Clément Geens das Doppelfinale in Schymkent, das er jedoch gegen Hans Podlipnik-Castillo und Andrej Wassileuski in zwei Sätzen verlor.
Sein Debüt auf der ATP World Tour gab Paz 2017 in Quito im Doppel. Er erhielt gemeinsam mit Gonzalo Escobar eine Wildcard und traf in der ersten Runde auf Rajeev Ram und Janko Tipsarević. Er konnte dieses Duell in drei Sätzen gewinnen, schied allerdings in der zweiten Runde in ebenfalls drei Sätzen gegen die Setzlistendritten Nicholas Monroe und Artem Sitak aus. Im Einzel schaffte er bereits den Sprung unter die Top-300, während im Doppel seine beste Platzierung ein 348. Rang vom Juni 2017 ist.